# Массовая слежка в России
Массовая слежка в России включает в себя негласное наблюдение, разведку на основе открытых источников, сбор данных операторов связи и другие методы. А также на основе закрытых персональных данных различных российских компаний, которых обязывают предоставлять данные в онлайн режиме.
Системы массовой слежки — это легальный сбор данных, то есть в рамках российских законов. Они присутствуют на различных сайтах, в аккаунтах соцсетей и осуществляются по разным каналам связи. Агрегаторы такси, операторы мобильных телефонов собирают и хранят координаты звонков (биллинг); в аккаунтах социальных сетей есть личная информация, вносимая пользователями; многие компьютерные программы собирают и хранят данные; в Интернете собираются данные о трафике и т. д. В социальных, банковских и иных организациях граждане при заключении договоров подписывают согласие на обработку персональных данных, соглашаются (или не соглашаются) на идентификацию и сбор биометрической информации.
В целом, общество осведомлено о сборе персональных данных, граждане дают своё разрешение на сбор и обработку персональных данных, которое всегда могут отозвать (п. 2 ст. 9 Федерального закона № 152-ФЗ). Проблемы со сбором данных возникают тогда, когда собранные базы с персональной информацией оказываются в открытом доступе в результате отсутствия эффективного контроля и защиты собираемых данных или преступных действий хакеров, а также недобросовестных сотрудников компаний.

## Контроль передвижений
С  2001 года в России для покупки железнодорожных билетов необходим паспорт. С 2004 года это требование распространилось на авиаперевозки, а с 2012 — на межобластные автобусные сообщения. Таким образом возможен контроль за передвижениями. С 2000 года МВД России использует базу данных «Розыск-магистраль», в которую включают находящихся в розыске Интерпола, иностранцев, подозреваемых в совершении преступлений в России, россиян, подозреваемых в перевозке боеприпасов, антиквариата, убийствах и терактах, лидеров преступных группировок. С 2005 года в этой базе данных появился новый раздел, «Сторожевой контроль», куда вносятся данные о «потенциальных экстремистах». По разным оценкам, этот раздел содержит фамилии от 3800 до 6500 человек.
Правозащитника Сергея Шимоволоса из Нижнего Новгорода в 2007 и 2008 годах году милиция снимала с поезда, подозревая, что он направляется на оппозиционное мероприятие, проводила личный досмотр. В 2011 году по его обращению Европейский суд по правам человека признал, что порядок функционирования базы данных «Сторожевой контроль» и отсутствие минимальных гарантий от злоупотреблений не отвечают стандартам законности и правовой определенности. Включение Шимоволоса в эту базу было признано нарушением статьи 8 Европейской конвенции о защите прав человека.
В марте 2022 года Минтранс разработал законопроект «Об организации перевозок пассажиров и багажа легковым такси в РФ и о внесении изменений в отдельные законодательные акты РФ» о такси, в котором предлагается обязать агрегаторов такси передавать все данные о пассажирах в режиме онлайн ФСБ.

## Семантический архив
Страны Содружества независимых государств используют специальную аналитическую систему, разработанную российской фирмой «Аналитические бизнес-решения» под названием «Семантический архив». Описываемые преимущества системы:
- Автоматический сбор и обработка данных как из внутренних (документы, базы данных, электронная почта), так и из внешних (блоги, новостные ресурсы, форумы, соцсети) источников.
- Единый реестр для всех типов полученной информации
- Извлечение данных, к примеру, автоматическое и полу-автоматическое извлечение объектов, событий и отношений из массива документации
- Обеспечение базы знаний и сбор досье по определенным объектам, расследованиям, партнерам, конкурентам, заказчикам и т.д
- Быстрое выявление неявных (опосредованных) связей между объектами и связанными с ними фактами и событиями
- Презентация собранной информации в виде семантической сети
- Визуализация аналитических исследований в виде дайджестов, досье (бизнес-справок), семантических схем, графиков, геокарт и других видах отчетов.

Используется ФСБ и МВД для отслеживания открытых источников и Интернета, включая блогосферу и соцсети.

## СОРМ
Согласно Системе оперативно-разыскных мероприятий (СОРМ) российские операторы связи обязаны устанавливать программное обеспечение, предоставляемое ФСБ, позволяющее отслеживать метаданные пользователей и содержимое, включая телефонные звонки, трафик электронной почты и активность в сети Интернет.
Введенная в 1995 году СОРМ-1 охватывает телефонную связь, СОРМ-2 (введена в 1999 году) включает также и Интернет-трафик, СОРМ-3 собирает информацию обо всех средствах связи, обеспечивая долгосрочное хранение всей информации и данных пользователей, включая текущие записи и местоположение. В 2014 году система была расширена до социальных сетей, и Министерство цифрового развития связи и массовых коммуникаций Российской Федерации поручило установить новое оборудование с DPI.
В 2016 году в СОРМ-3 были включены отдельные засекреченные регуляции, распространяющиеся на всех интернет-провайдеров в Российской Федерации.
Согласно закону, ФСБ требуется получить ордер от суда на доступ к личным данным пользователей. На практике, наблюдение может начаться задолго до того получения или запроса ордера, также ордер не нужен оператору связи, и требуется только для доступа к содержимому сообщений, а не для извлечения метаданных.
Европейский суд по правам человека в 2015 году по делу «Роман Захаров против Российской Федерации» счёл практику прослушивания телефонных переговоров в России нарушением статьи 8 Европейской конвенции о правах человека, указав на целый ряд фундаментальных дефектов законодательства,  которые позволяют обойти процедуру разрешения и перехватывать любые сообщения без получения предварительного судебного решения. По данным Судебного департамента при Верховном Суде РФ, с  2007 по 2015 годы судами было рассмотрено 4 659 325 ходатайств о контроле и записи телефонных и иных переговоров, а также ограничении тайны переписки, из них было удовлетворено 4 517 515, то есть 96,96%. От года к году число запросов увеличивается, причем наибольшие темпы роста показывают запросы, подающиеся в рамках оперативно-розыскных мероприятий, то есть без возбуждения уголовного дела.
В декабре 2011 года интернет-портал Lifenews опубликовал несколько десятков записей телефонных переговоров Бориса Немцова. Весной 2012 года «Комсомольская правда» опубликовала своем сайте запись, на которой человек с голосом, «очень похожим» на голос Сергея Удальцова, договаривается об организации платной массовки на митингах.

## Скрытое видеонаблюдение
Против гражданских активистов и оппозиционных политиков используются также средства видео-и аудиофиксации.
Так, в феврале 2012 года в Интернете была распространена видеозапись о частной жизни политика Владимира Рыжкова,  снятая скрытой камерой. В марте 2016 года по телеканалу НТВ было показано снятая скрытой камерой видеозапись о частной жизни политика Михаила Касьянова. Обе записи содержали демонстрацию их интимной жизни.

## Видеокамеры и система распознавания лиц
В Москве установлены около 160 тысяч уличных видеокамер, на многих из них работает система распознавания лиц. Первые сообщения о злоупотреблении этой системой появились летом 2018 года. Тогда был задержан активист партии «Другая Россия» Михаил Аксель. Сигнал полиции пришел с камеры, сопоставившей лицо Акселя в базе данных с изображением в режиме наблюдения. Оказалось, что в базу данных находящихся в розыске, среди которых активист не был, его добавил сотрудник «Центра Э». Михаила освободили, но на его вопрос, как можно удалить данные из базы, сотрудник полиции ответил: «Никак».

## Анонимность в Интернете
Операторы точек бесплатного доступа к Wi-Fi законодательно обязаны собирать персональные данные всех пользователей, определять их по паспортам и хранить данные в течение полугода (Постановления Правительства РФ № 758 и 801).
Все анонимайзеры и программы, использующие VPN, не выполнившие требования по блокировке сайтов из единого реестра, официально запрещены в России на ноябрь 2017 года.
Онлайн-мессенджеры и иные средства распространения информации, позволяющие регистрацию неидентифицируемых пользователей, запрещены по состоянию на январь 2018 года.
Мессенджеры, социальные сети и почтовые сервисы, использующие шифрование данных, обязаны предоставить ФСБ свободный доступ к просмотру и чтению зашифрованного контента без судебного ордера с июля 2018.